# Dorfkirche Kotelow

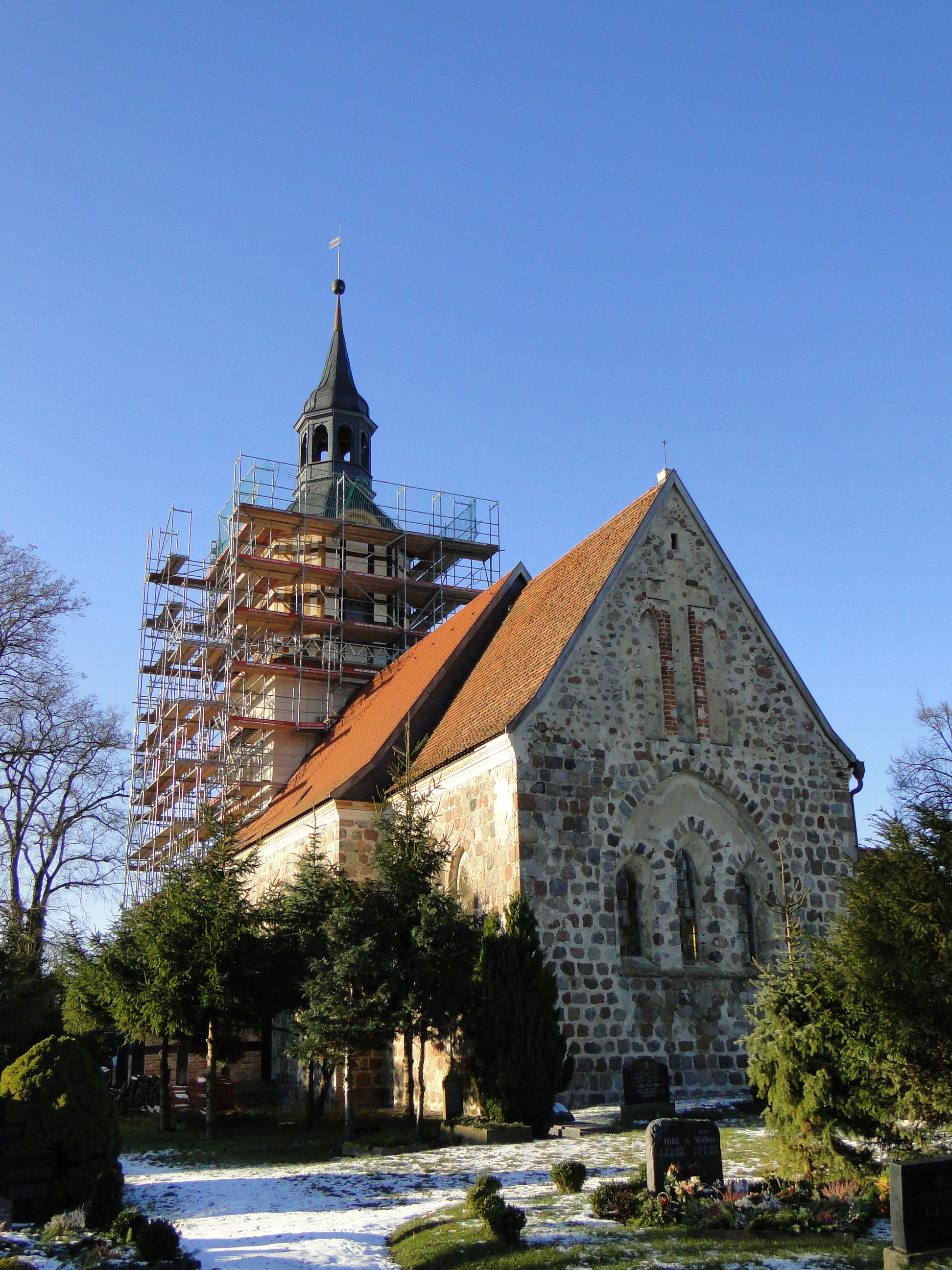
Dorfkirche Kotelow

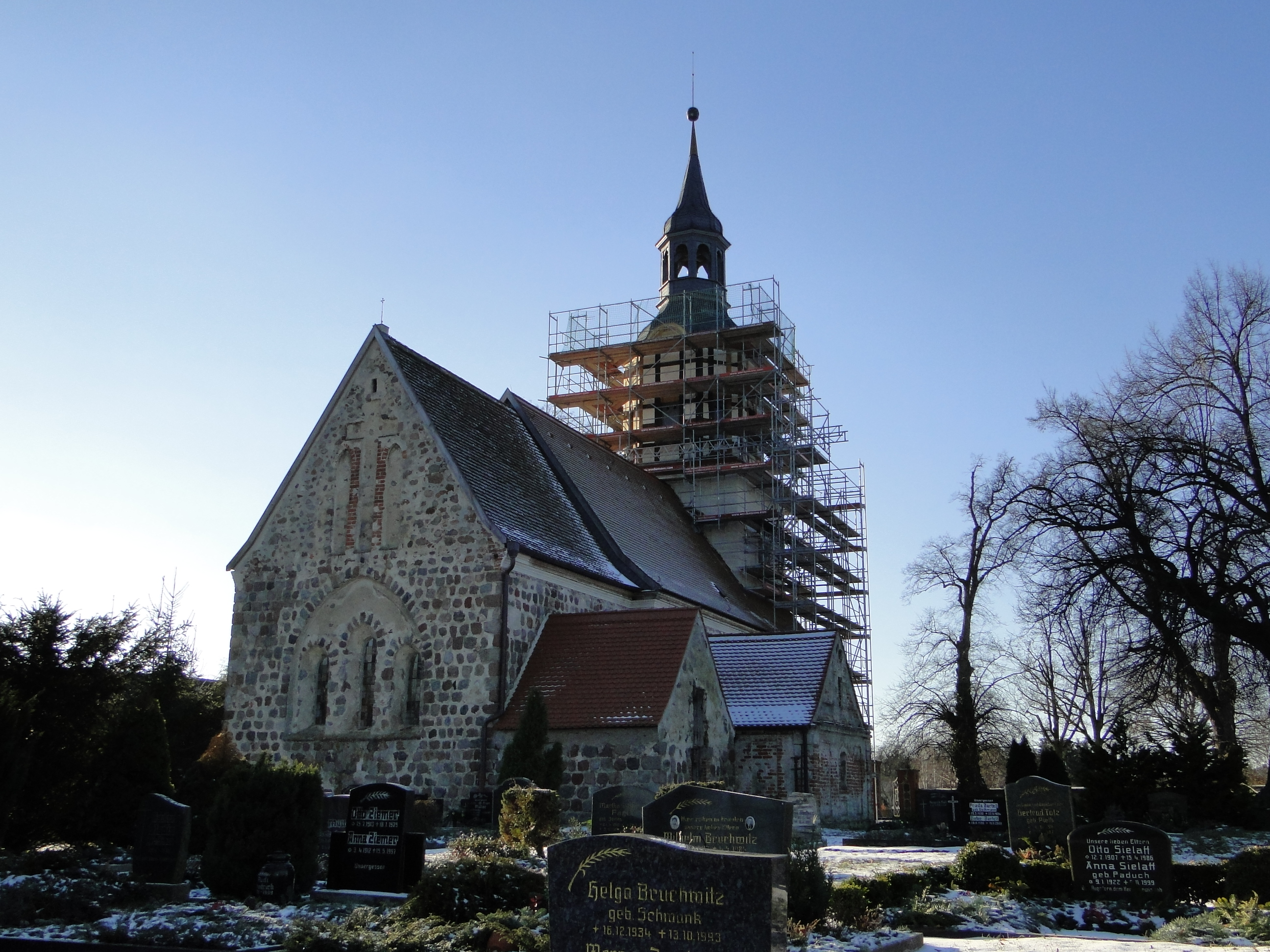
Ansicht von Nordost

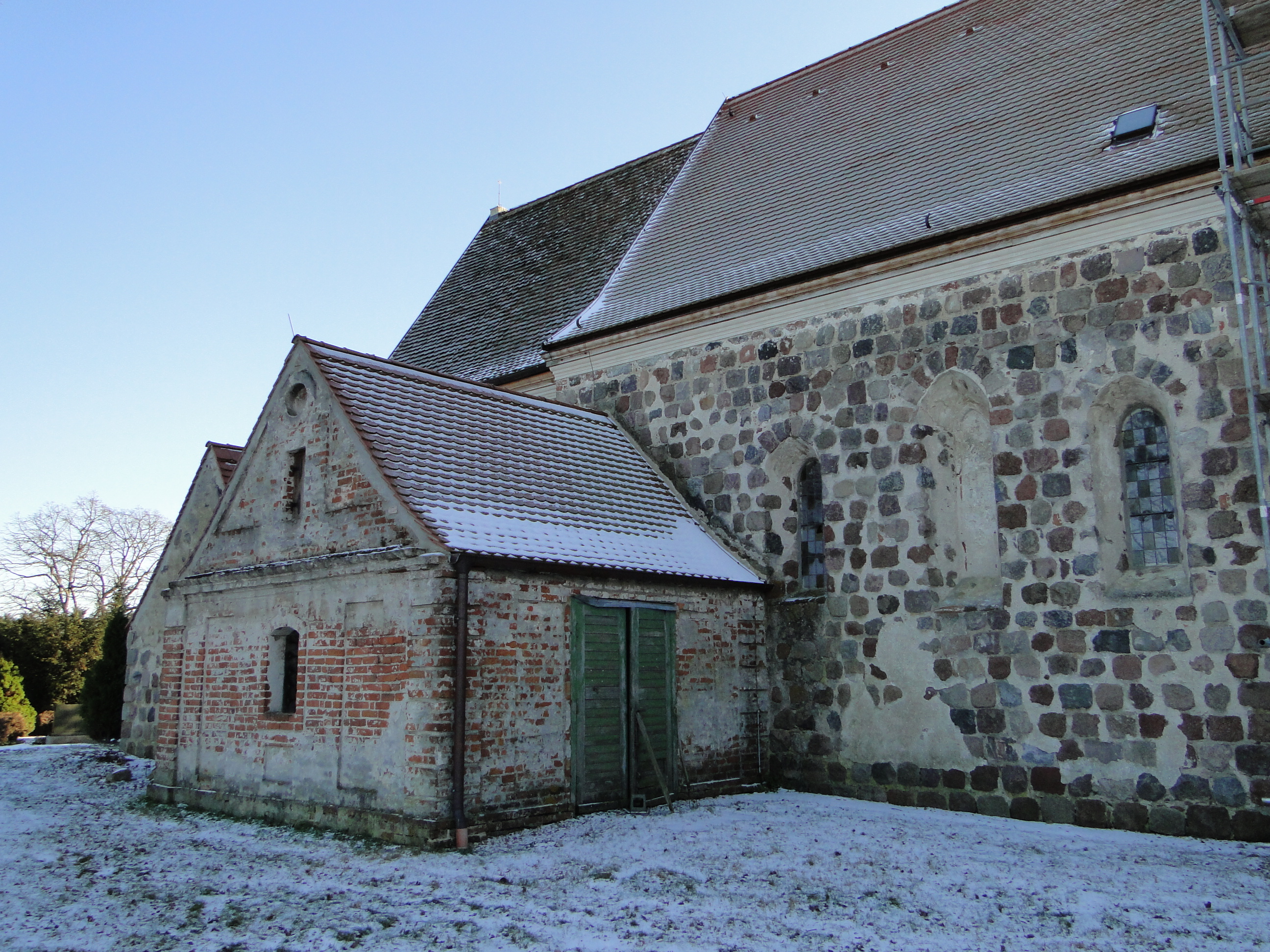
Nordseite

Die evangelische Dorfkirche Kotelow ist eine spätromanisch-frühgotische  Feldsteinkirche im Ortsteil Kotelow von Galenbeck im Landkreis Mecklenburgische Seenplatte in Mecklenburg-Vorpommern. Sie gehört zur Kirchengemeinde Schwichtenberg-Gehren in der Propstei Neustrelitz in der Kirchenregion Stargard der Evangelisch-Lutherischen Kirche in Norddeutschland (Nordkirche).

## Geschichte und Architektur
Die stattliche Feldsteinkirche steht auf dem Anger des Dorfes und wurde im letzten Viertel des 13. Jahrhunderts erbaut. Sie besteht aus einem rechteckigen, ursprünglich flachgedeckten Schiff, das mit gebusten Kreuzrippengewölben in zwei Jochen abgeschlossen ist, und einem eingezogenen Chor mit kuppelartigem Kreuzrippengewölbe und einer nördlich gelegenen Sakristei mit Tonnengewölbe. Die Dächer stammen aus dem 18. Jahrhundert.
Die Chorfenster sind in Dreiergruppen angeordnet, an der Ostseite unter einer spitzbogigen Blende mit einem darüber angeordneten Giebel mit Blendenschmuck und vertieftem Kreuz. Auf der Nordseite wurde um 1760 eine gewölbte Gruft angebaut. Der Westturm wurde 1780 dem Schiff in gleicher Breite vorgesetzt und mit einem achteckigen Fachwerkaufsatz mit Haube und Laterne bekrönt. Im Jahr 2010 wurde nach einer Sicherung die barocke Erstfassung dieses Bauteils wiederhergestellt. In den Jahren 2007/2008 wurde nach Einsturzgefahr des Gurtbogens im Schiff eine Gewölbe- und Dachsanierung durchgeführt. Danach fand eine Innenrestaurierung in den Jahren 2013 bis 2014 statt.

## Ausstattung
Ein Altaraufsatz aus dem Jahr 1714 zeigt im Gemälde der Predella das Abendmahl und im Altarauszug die Auferstehung; im Hauptfeld ist ein spätgotischer Schnitzaltar vom Ende des 15. Jahrhunderts eingebaut. Dieser Altar zeigt im Schrein eine figurenreiche Kreuzigung mit flankierenden Heiligen und zwei Reliefs der Kindheit Jesu in den Flügeln; von den Passionsgemälden auf den Flügelaußenseiten sind nur Reste erhalten. Er wurde 1855 und 1903 renoviert.
Die Altarschranken stammen aus dem Jahr 1678 und die hölzerne Kanzel vom Beginn des 18. Jahrhunderts. Das Herrschaftsgestühl mit gemalter Ahnentafel auf der Rückwand, das Gestühl und die Westempore wurden ebenfalls im 18. Jahrhundert geschaffen. Aus dem 19. Jahrhundert ist ein Schrein mit Totenkronen erhalten. Am Südportal stammt die innere Tür mit Beschlägen und Schloss wohl noch aus dem 14. Jahrhundert und wurde 1553 mit einer aufgesetzten Rahmung versehen.
Ein silbervergoldeter Kelch wurde 1732, ein bronzener Leuchter 1697 und ein Leuchterpaar 1769 geschaffen. Der Kronleuchter aus Messing datiert 1697; die Glocke wurde 1763 von Heinrich Scheel in Stettin gegossen.

## Orgel
Die Orgel mit einem Prospekt in frühklassizistischen Formen ist ein Werk von David Bayer aus dem Jahr 1803 mit elf Registern auf einem Manual und Pedal. Sie wurde im Jahr 1860 durch Ernst Sauer in der Disposition geändert.

### Disposition laut Kostenangebot von 1801
| Manual C–c3  |    |
| Principal    | 4′ |
| Traversflöte | 8′ |
| Gedact       | 8′ |
| Nachthorn    | 4′ |
| Octave       | 2′ |
| Waldflöte    | 2′ |
| Mixtur 3fach |    |
| Trompete     | 8′ |
| Schwebung    |    |

| Pedal C.Cs–c1 |     |
| Subbaß        | 16′ |
| Violonbaß     | 8′  |
| Octavbaß      | 8′  |
| Octavbaß      | 4′  |

### Gegenwärtige Disposition
| Manual C–c3    |       |
| Principal      | 8′    |
| Traversflöte   | 8′    |
| Gedackt        | 8′    |
| Octave         | 4′    |
| Waldflöte      | 2′    |
| Nachthorn      | 4′    |
| Quinte         | 2 ⁄3′ |
| Viola di Gamba | 8′    |

| Pedal C–c1 |     |
| Subbaß     | 16′ |
| Violon     | 8′  |
| Octave     | 8′  |